# What If… Peter Quill Attacked Earthʼs Mightiest Heroes?
«What If… Peter Quill Attacked Earthʼs Mightiest Heroes?» (с англ. — «Что, если… Питер Квилл напал бы на Величайших героев Земли?») — второй эпизод второго сезона американского анимационного телесериала «Что, если…?», основанного на одноимённой серии комиксов издания Marvel Comics.
В данном эпизоде исследуется, что было бы, если Питер Квилл вместе с Эго напал на Величайших героев Земли в 1988 году. Сценарий к эпизоду написал Мэттью Чонси, а режиссёром выступил Брайан Эндрюс.
Джеффри Райт повествует события мультсериала в роли Наблюдателя. Многие актёры вернулись к озвучиванию персонажей КВМ.
Разработка второго сезона началась в декабре 2019 года. Однако из-за задержек в производстве, вызванных пандемией COVID-19 во время создания первого сезона, было объявлено, что первые два сезона будут состоять из девяти эпизодов каждый.
Эпизод «Что, если… Питер Квилл напал бы на Величайших героев Земли?» был выпущен на стриминговом сервисе Disney+ 23 декабря 2023 года.

## Сюжет
В 1988 году маленького Питера Квилла с Земли забирают Опустошители во главе с Йонду Удонта, которые отправляют его к Целестиалу Эго, вместо того, чтобы оставить себе. Эго развивает у Квилла способности Целестиала и вместе с ним начинает свою экспансию по поглощению всех миров вселенной.
Питер прибывает на Землю и его корабль сбивают Вооружённые силы США. Питер уничтожает половину Манхэттена и направляется в Кони-Айленд. Маргарет Картер и Говард Старк решают собрать команду Величайших героев Земли, чтобы остановить его. Говард связывается с Хэнком Пимом / Человеком-муравьём и последний вместе с дочерью Хоуп ван Дайн прибывает в организацию «П.Е.Г.А.С.», где он раньше работал. Там Хэнк встречает Билла Фостера / Голиафа и Пегги знакомит их с другими членами команды — королём Т’Чакой / Чёрной пантерой из Ваканды, Баки Барнсом / Зимним Солдатом, присланным СССР, и Венди Лоусон / Мар-Велл, работающей на данном проекте с Тессерактом. Команда отправляется в Кони-Айленд, где пытаются схватить Квилла, однако они не могут противостоять силе Целестиала и пытаются отступить. Внезапно прибывает Тор Одинсон и помогает нейтрализовать его.
Поместив Квилла в карцер, Тор заявляет, что Асгард и остальные миры кроме Мидгарда были уничтожены Квиллом и семенем, которое было имплантировано в планеты, после чего представляет им семя, найдённое им в Миссури. Квилл сбегает с помощью Хоуп, после чего она рассказывает команде, что виноват не Квилл, а его отец Эго. Тем временем Эго узнаёт, что Квилл был подбит на Земле и сам прибывает на неё с целью закончить начатое.
Команда засекает его приземление и её часть отправляется к нему, а Мар-Велл отправляется исследовать корабль Квилла. Сам же Квилл отправляется к могиле своей матери Мередит, и прибывшая туда Мар-Велл и Хэнк уговаривают Квилла выступить против отца. В это же время Зимний солдат по приказу советского полновника Василия Карпова пытается убить Квилла, однако Старк перерывает линию и уговаривает его не делать этого, напоминая ему о Стиве Роджерсе, после чего Барнс уходит. Команда начинает проигрывать под массой клонов Эго, и в это время прибывает Квилл, и вместе с Хэнком отправляется к отцу. Узнав, что Эго убил его мать, Квилл уничтожает телесную оболочку Эго и его семя, изгоняя его с планеты.
Команда празднует победу и Тор предлагает создать команду «Мстители» и уничтожить планету Эго насовсем.

## Производство

### Разработка
В декабре 2019 года президент Marvel Studios Кевин Файги сообщил, что работа над вторым сезоном «Что, если…?», содержащим 10 эпизодов была начата и основанным на одноимённой серии комиксов издания Marvel Comics. В нём исследуется, как изменились бы события фильмов медиафраншизы «Кинематографическая вселенная Marvel» (КВМ), если бы некоторые события произошли бы иначе. Эшли Брэдли и Брайан Эндрюс вернулись в качестве главного сценариста и ведущего режиссёра соответственно и являются исполнительными продюсерами вместе с Брэдом Виндербаумом, Кевином Файги, Луисом Д’Эспозито и Викторией Алонсо.

### Сценарий
Эпизод исследует вопрос о том, что произошло, если бы команда «Мстители» была бы сформирована в 1980-х, включая Хэнка Пима / Человека-муравья и Эго, по аналогии с боевиками той эпохи.

### Подбор актёров
Джеффри Райт повествует события мультсериала в роли Наблюдателя, а сама студия Marvel выразила надежду в возвращении актёров к озвучиванию своих персонажей в новом сезоне. К озвучиванию персонажей также вернулись Майкл Дуглас (доктор Хэнк Пим / Человек-муравей), Хейли Этвелл (Пегги Картер), Джон Слэттери (Говард Старк), Курт Рассел (Эго), Крис Хемсворт (Тор Одинсон), Лоренс Фишберн (доктор Билл Фостер / Голиаф), Себастиан Стэн (Баки Барнс / Зимний солдат), Атандва Кани (король Т’Чака / Чёрная пантера), Мадлен Макгроу (юная Хоуп ван Дайн), а также Джин Фарбер (полковник Василий Карпов). Мейс Мантгомери Мискел озвучил юного Питера Квилла, а Кери Томбациан — доктора Венди Лоусон / Мар-Велл.

### Анимация
Брайан Эндрюс разработал стиль анимации «Сел-шейдинг» вместе с главой отдела визуального развития Marvel Studios Райаном Мейнердингом. Хотя сериал имеет единый художественный стиль, такие элементы, как камера и цветовая палитра, отличаются между эпизодами:4.

## Выпуск
Эпизод «Что, если… Питер Квилл напал бы на Величайших героев Земли?» был выпущен на стриминговом сервисе Disney+ 23 декабря 2023 года.

## Восприятие
Арезу Амин из Collider отметила, что эпизод «задает интересный вопрос в своем названии, но, возможно, это первый и единственный эпизод сериала, который откровенно вводит в заблуждение, оставляя вопросы». Амин также отметила, что «несмотря на то, что надвигающаяся угроза в эпизоде не имеет большого смысла, персонажи, безусловно, намного интереснее».

## Комментарии
1. ↑  Доставка Питера Квилла к Эго — момент, когда события эпизода расходятся с хронологической последовательностью «Священной линии времени», в частности с событиями фильма «Стражи Галактики» (2014), образуя новое альтернативное временное ответвление.